# Clubiona inquilina
Clubiona inquilina is een spinnensoort uit de familie  struikzakspinnen (Clubionidae). De soort komt voor in Borneo. 